# Liste des députés d'Ille-et-Vilaine
 (mai 2025).
Cet article présente la liste des députés élus dans l'Ille-et-Vilaine  depuis 1789.

## VeRépublique

### XVIIelégislature (2024-)
| Circonscription     | Nom                 | Parti | Parti | Suppléant          |
| ------------------- | ------------------- | ----- | ----- | ------------------ |
| 1re circonscription | Marie Mesmeur       |       | LFI   | Malou Duhamel      |
| 2e circonscription  | Tristan Lahais      |       | G·s   | Isabelle Joucan    |
| 3e circonscription  | Claudia Rouaux      |       | PS    | Benoît Sohier      |
| 4e circonscription  | Mathilde Hignet     |       | LFI   | Jean-Marie Le Gall |
| 5e circonscription  | Christine Le Nabour |       | RE    | Teddy Régnier      |
| 6e circonscription  | Thierry Benoit      |       | H     | Pascal Dewasmes    |
| 7e circonscription  | Jean-Luc Bourgeaux  |       | DVD   | Gilles Lurton      |
| 8e circonscription  | Mickaël Bouloux     |       | PS    | Marie Ducamin      |

Couleur politique des députés élus en 2024.

Tristan Lahais est membre du groupe Ecologiste et Social.
Jean-Luc Bourgeaux est apparenté au groupe Droite Républicaine.

### XVIelégislature (2022-2024)

Couleur politique des députés élus en 2022.

| Circonscription     | Nom                           | Parti | Parti      | Suppléant         |
| ------------------- | ----------------------------- | ----- | ---------- | ----------------- |
| 1re circonscription | Frédéric Mathieu              |       | LFI-PG     | Jeanne Larue      |
| 2e circonscription  | Laurence Maillart-Méhaignerie |       | LREM       | Sébastien Journet |
| 3e circonscription  | Claudia Rouaux                |       | PS         | Benoît Sohier     |
| 4e circonscription  | Mathilde Hignet               |       | LFI        | Marc Martin       |
| 5e circonscription  | Christine Cloarec-Le Nabour   |       | LREM       | Teddy Régnier     |
| 6e circonscription  | Thierry Benoit                |       | H (ex-UDI) | Pascal Dewasmes   |
| 7e circonscription  | Jean-Luc Bourgeaux            |       | LR         | Gilles Lurton     |
| 8e circonscription  | Mickaël Bouloux               |       | PS         | Marie Ducamin     |

### XVelégislature (2017-2022)

Couleur politique des députés élus en 2017.

| Circonscription     | Nom                               | Parti | Parti             | Suppléant              |
| ------------------- | --------------------------------- | ----- | ----------------- | ---------------------- |
| 1re circonscription | Mustapha Laabid (2017-2021, dém.) |       | LREM              | Julie Ravillon         |
| 2e circonscription  | Laurence Maillart-Méhaignerie     |       | MoDem             | Hervé Picard           |
| 3e circonscription  | François André (2017-2020 †)      |       | PS puis app. LREM | Claudia Rouaux         |
| 3e circonscription  | Claudia Rouaux                    |       | PS                | —                      |
| 4e circonscription  | Gaël Le Bohec                     |       | LREM              | Anne Patault           |
| 5e circonscription  | Christine Cloarec-Le Nabour       |       | LREM              | Jean-Marc Lecerf       |
| 6e circonscription  | Thierry Benoit                    |       | UDI               | Pascal Dewasmes        |
| 7e circonscription  | Gilles Lurton (2017-2020)         |       | LR                | Jean-Luc Bourgeaux     |
| 7e circonscription  | Jean-Luc Bourgeaux                |       | DVD               | —                      |
| 8e circonscription  | Florian Bachelier                 |       | LREM              | Marie-Clémence Feldman |

### XIVelégislature (2012-2017)

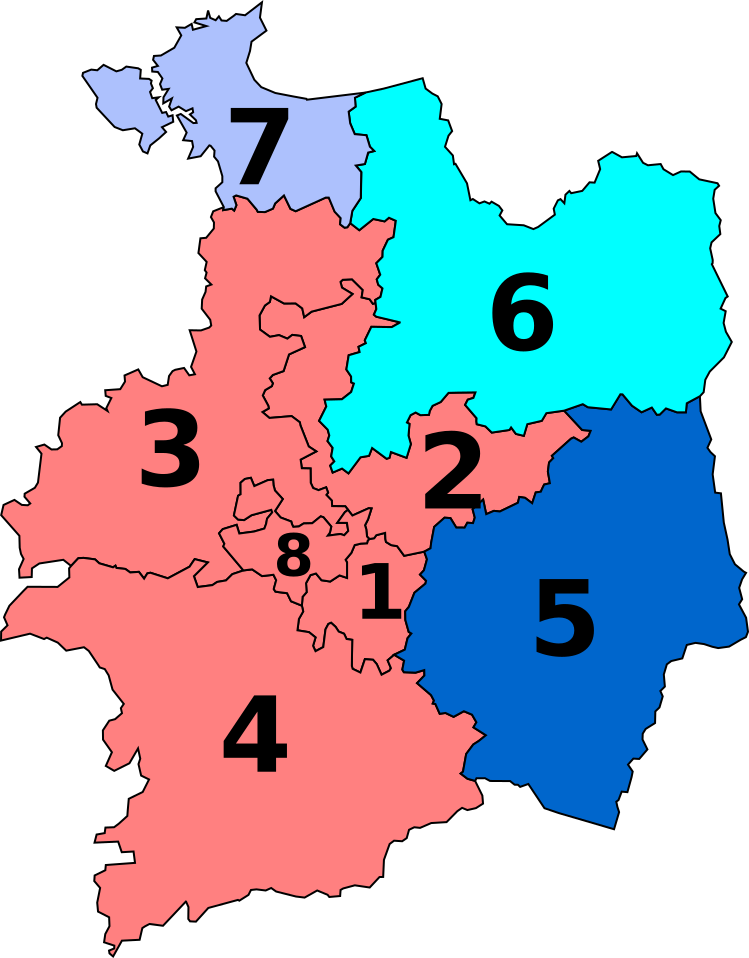
Couleur politique des députés élus en 2012.

| Circonscription     | Nom                    | Parti | Parti    | Suppléant            |
| ------------------- | ---------------------- | ----- | -------- | -------------------- |
| 1re circonscription | Marie-Anne Chapdelaine |       | PS       | Philippe Bonnin      |
| 2e circonscription  | Nathalie Appéré        |       | PS       | Michel Gautier       |
| 3e circonscription  | François André         |       | PS       | Marie-Thérèse Sauvée |
| 4e circonscription  | Jean-René Marsac       |       | PS       | Rozenn Geffroy       |
| 5e circonscription  | Isabelle Le Callennec  |       | UMP      | Jean-Claude Blouin   |
| 6e circonscription  | Thierry Benoit         |       | UDI      | Joseph Erard         |
| 7e circonscription  | Gilles Lurton          |       | app. UMP | Jean-Luc Bourgeaux   |
| 8e circonscription  | Marcel Rogemont        |       | PS       | Armelle Billard      |

### XIIIelégislature (2007-2012)

Couleur politique des députés élus en 2007.

| Circonscription     | Nom                   | Parti | Parti        | Suppléant          |
| ------------------- | --------------------- | ----- | ------------ | ------------------ |
| 1re circonscription | Jean-Michel Boucheron |       | PS           | Jeannine Huon      |
| 2e circonscription  | Philippe Tourtelier   |       | PS           | Nathalie Appéré    |
| 3e circonscription  | Marcel Rogemont       |       | PS           | Claudia Rouaux     |
| 4e circonscription  | Jean-René Marsac      |       | PS           | Rozenn Geffroy     |
| 5e circonscription  | Pierre Méhaignerie    |       | UMP          | Françoise Gatel    |
| 6e circonscription  | Thierry Benoit        |       | app. NC      | Joseph Erard       |
| 7e circonscription  | René Couanau          |       | UMP puis DVD | Jean-Luc Bourgeaux |

### XIIelégislature (2002-2007)

Couleur politique des députés élus en 2002.

| Circonscription     | Nom                                                                 | Parti | Parti | Suppléant         |
| ------------------- | ------------------------------------------------------------------- | ----- | ----- | ----------------- |
| 1re circonscription | Jean-Michel Boucheron                                               |       | PS    | Jeannine Huon     |
| 2e circonscription  | Philippe Tourtelier                                                 |       | PS    | Nathalie Appéré   |
| 3e circonscription  | Philippe Rouault                                                    |       | UMP   | Maurice Théaud    |
| 4e circonscription  | Alain Madelin                                                       |       | UMP   | Maryvonne Gainche |
| 5e circonscription  | Pierre Méhaignerie                                                  |       | UMP   | Françoise Gatel   |
| 6e circonscription  | Marie-Thérèse Boisseau Daniel Prévost (à partir du 19 juillet 2002) |       | UMP   | Daniel Prévost    |
| 7e circonscription  | René Couanau                                                        |       | UMP   | Antoine Berry     |

### XIelégislature (1997-2002)

Couleur politique des députés élus en 1997.

| Circonscription     | Nom                    | Parti | Parti       | Suppléant               |
| ------------------- | ---------------------- | ----- | ----------- | ----------------------- |
| 1re circonscription | Jean-Michel Boucheron  |       | PS          | Jeannine Huon           |
| 2e circonscription  | Edmond Hervé           |       | PS          | Marie-Thérèse Sauvée    |
| 3e circonscription  | Marcel Rogemont        |       | PS          | Élisabeth Burel         |
| 4e circonscription  | Alain Madelin          |       | UDF puis DL | Jean-Gilles Berthommier |
| 5e circonscription  | Pierre Méhaignerie     |       | UDF         | Danielle Dufeu          |
| 6e circonscription  | Marie-Thérèse Boisseau |       | UDF         | Francis Havard          |
| 7e circonscription  | René Couanau           |       | UDF         | Michel Esneu            |

### Xelégislature (1993-1997)

Couleur politique des députés élus en 1993.

| Circonscription     | Nom | Parti | Parti         | Suppléant               |
| ------------------- | --- | ----- | ------------- | ----------------------- |
| 1re circonscription | Jean-Michel Boucheron                                                                                                |       | PS            | Jeannine Huon           |
| 2e circonscription  | Yvon Jacob |       | app. RPR      | Jean-Yves Aoustin       |
| 3e circonscription  | Yves Fréville |       | UDF-CDS       | Jacques Pilorge         |
| 4e circonscription  | Alain Madelin Jean-Gilles Berthommier (2 mai 1993 - 2 septembre 1995) Alain Madelin (8 octobre 1995 - 21 avril 1997) |       | UDF-PR        | Jean-Gilles Berthommier |
| 5e circonscription  | Pierre Méhaignerie Danielle Dufeu (2 mai 1993 - 1er mars 1995) Pierre Méhaignerie (19 juin 1995 - 21 avril 1997)     |       | UDF-CDS       | Danielle Dufeu          |
| 6e circonscription  | Marie-Thérèse Boisseau                                                                                               |       | UDF-CDS diss. | Francis Havard          |
| 7e circonscription  | René Couanau |       | UDF-CDS       | Michel Esneu            |

### IXelégislature (1988-1993)

Couleur politique des députés élus en 1988.

| Circonscription     | Nom                   | Parti | Parti   | Suppléant               |
| ------------------- | --------------------- | ----- | ------- | ----------------------- |
| 1re circonscription | Jean-Michel Boucheron |       | PS      | Jeannine Huon           |
| 2e circonscription  | Edmond Hervé          |       | PS      | Jean-Louis Tourenne     |
| 3e circonscription  | Yves Fréville         |       | UDF-CDS | Jacques Pilorge         |
| 4e circonscription  | Alain Madelin         |       | UDF-PR  | Jean-Gilles Berthommier |
| 5e circonscription  | Pierre Méhaignerie    |       | UDF-CDS | Bernard Angot           |
| 6e circonscription  | Michel Cointat        |       | RPR     | Marie-Thérèse Boisseau  |
| 7e circonscription  | René Couanau          |       | UDF-CDS | Michel Esneu            |

### VIIIelégislature (1986-1988)
Scrutin proportionnel plurinominal par département, pas de député par circonscription. Les sept députés élus en Ille-et-Vilaine sont, par ordre alphabétique :
| Nom                    | Parti | Parti   | Groupe                             |
| ---------------------- | ----- | ------- | ---------------------------------- |
| Jean-Michel Boucheron  |       | PS      | Socialiste                         |
| Michel Cointat         |       | RPR     | Rassemblement pour la République   |
| Yves Fréville          |       | UDF-CDS | Union pour la démocratie française |
| Edmond Hervé           |       | PS      | Socialiste                         |
| Alain Madelin (1)      |       | UDF-CDS | Union pour la démocratie française |
| Pierre Méhaignerie (2) |       | UDF-CDS | Union pour la démocratie française |
| Clément Théaudin       |       | PS      | Socialiste                         |

(1) Remplacé par Marie-Thérèse Boisseau lors de son entrée au gouvernement.

(2) Remplacé par René Couanau lors de son entrée au gouvernement.
Trois listes ont eu des élus en obtenant respectivement:
- Liste UDF « Entreprendre et réussir l'Ille-et-Vilaine » : 36,64 % des suffrages (3 élus)[5].
- Liste PS « Pour une majorité de progrès » : 34,87 % des suffrages (3 élus)
- Liste RPR « Union RPR » : 16,04 % des suffrages (1 élu)

### VIIelégislature (1981-1986)

Couleur politique des députés élus en 1981.

| Circ. | Nom                                                 | Parti | Parti | Groupe                             | Suppléant        |
| ----- | --------------------------------------------------- | ----- | ----- | ---------------------------------- | ---------------- |
| 1re   | Edmond Hervé                                        |       | PS    | Socialiste                         | Clément Théaudin |
| 1re   | Clément Théaudin (24 juillet 1981 - 1er avril 1986) |       | PS    | Socialiste                         | —                |
| 2e    | Jean-Michel Boucheron                               |       | PS    | Socialiste                         | Rémi Coudron     |
| 3e    | Pierre Méhaignerie                                  |       | CDS   | Union pour la démocratie française | Maurice Drouet   |
| 4e    | Alain Madelin                                       |       | PR    | Union pour la démocratie française | Jean Poilly      |
| 5e    | Michel Cointat                                      |       | RPR   | Rassemblement pour la République   | Paul Le Ker      |
| 6e    | Jean Hamelin                                        |       | RPR   | Rassemblement pour la République   | Robert Desnos    |

### VIelégislature (1978-1981)

Couleur politique des députés élus en 1978.

| Circ. | Nom                                         | Parti | Parti | Groupe                             | Suppléant      |
| ----- | ------------------------------------------- | ----- | ----- | ---------------------------------- | -------------- |
| 1re   | Jacques Cressard                            |       | RPR   | Rassemblement pour la République   | Xavier Bourges |
| 2e    | François Le Douarec                         |       | RPR   | Rassemblement pour la République   | André Guillou  |
| 3e    | Pierre Méhaignerie                          |       | CDS   | Union pour la démocratie française | Maurice Drouet |
| 3e    | Maurice Drouet (6 mai 1978 - 22 mai 1981)   |       | CDS   | Union pour la démocratie française | —              |
| 4e    | Alain Madelin                               |       | PR    | Union pour la démocratie française | Édouard Simon  |
| 5e    | Michel Cointat                              |       | RPR   | Rassemblement pour la République   | Paul Le Ker    |
| 5e    | Paul Le Ker (3 novembre 1980 - 22 mai 1981) |       | RPR   | Rassemblement pour la République   | —              |
| 6e    | Yvon Bourges                                |       | RPR   | Rassemblement pour la République   | Jean Hamelin   |
| 6e    | Jean Hamelin (6 mai 1978 - 22 mai 1981)     |       | RPR   | Rassemblement pour la République   | —              |

### Velégislature (1973-1978)

Couleur politique des députés élus en 1973.

| Circ. | Nom                                             | Parti | Parti | Groupe                                  | Suppléant      |
| ----- | ----------------------------------------------- | ----- | ----- | --------------------------------------- | -------------- |
| 1re   | Jacques Cressard                                |       | UDR   | Union des démocrates pour la République | Louis Lorant   |
| 2e    | François Le Douarec                             |       | UDR   | Union des démocrates pour la République | André Guillou  |
| 3e    | Pierre Méhaignerie                              |       | CDP   | Union centriste                         | Maurice Drouet |
| 3e    | Maurice Drouet (13 février 1976 - 2 avril 1978) |       | CDP   | Union centriste                         | —              |
| 4e    | Isidore Renouard († 18 avril 1975)              |       | RI    | Républicains indépendants               | Édouard Simon  |
| 4e    | Édouard Simon (19 avril 1975 - 2 avril 1978)    |       | RI    | Républicains indépendants               | —              |
| 5e    | Michel Cointat                                  |       | UDR   | Union des démocrates pour la République | Paul Le Ker    |
| 6e    | Yvon Bourges                                    |       | UDR   | Union des démocrates pour la République | Jean Hamelin   |
| 6e    | Jean Hamelin (2 mars 1975 - 2 avril 1978)       |       | UDR   | Union des démocrates pour la République | —              |

### IVelégislature (1968-1973)

Couleur politique des députés élus en 1968.

| Circ. | Nom                                                        | Parti | Parti | Groupe                                  | Suppléant           |
| ----- | ---------------------------------------------------------- | ----- | ----- | --------------------------------------- | ------------------- |
| 1re   | Jacques Cressard                                           |       | UDR   | Union des démocrates pour la République | Pierre Ory          |
| 2e    | François Le Douarec                                        |       | UDR   | Union des démocrates pour la République | André Guillou       |
| 3e    | Henri Lassourd                                             |       | UDR   | Union des démocrates pour la République | René Crinon         |
| 4e    | Isidore Renouard                                           |       | RI    | Républicains indépendants               | Édouard Simon       |
| 5e    | Michel Cointat                                             |       | UDR   | Union des démocrates pour la République | Augustin Beauverger |
| 5e    | Augustin Beauverger (8 février 1971 - 14 septembre 1972 †) |       | UDR   | Union des démocrates pour la République | —                   |
| 5e    | Siège vacant (à partir du 14 septembre 1972)               |       |       |                                         |                     |
| 6e    | Yvon Bourges                                               |       | UDR   | Union des démocrates pour la République | Jean Hamelin        |
| 6e    | Jean Hamelin (13 août 1968 - 1er avril 1973)               |       | UDR   | Union des démocrates pour la République | —                   |

### IIIelégislature (1967-1968)

Couleur politique des députés élus en 1967.

| Circ. | Nom                                     | Parti | Parti | Groupe                                   | Suppléant           |
| ----- | --------------------------------------- | ----- | ----- | ---------------------------------------- | ------------------- |
| 1re   | Henri Fréville                          |       | CD    | Progrès et démocratie moderne            | Guy Houist          |
| 2e    | François Le Douarec                     |       | UD-Ve | Union démocratique pour la Ve République | André Guillou       |
| 3e    | Alexis Méhaignerie                      |       | CD    | Progrès et démocratie moderne            | Jean Bourdais       |
| 4e    | Isidore Renouard                        |       | RI    | Républicains indépendants                | Édouard Simon       |
| 5e    | Michel Cointat                          |       | UD-Ve | Union démocratique pour la Ve République | Augustin Beauverger |
| 6e    | Yvon Bourges                            |       | UD-Ve | Union démocratique pour la Ve République | Jean Hamelin        |
| 6e    | Jean Hamelin (8 mai 1967 - 30 mai 1968) |       | UD-Ve | Union démocratique pour la Ve République | —                   |

### IIelégislature (1962-1967)

Couleur politique des députés élus en 1962.

| Circ. | Nom                                        | Parti | Parti       | Groupe                                | Suppléant        |
| ----- | ------------------------------------------ | ----- | ----------- | ------------------------------------- | ---------------- |
| 1re   | Henri Fréville                             |       | MRP puis CD | Centre démocratique                   | Guy Houist       |
| 2e    | François Le Douarec                        |       | UNR         | Union pour la nouvelle République-UDT | Jean Guillou     |
| 3e    | Alexis Méhaignerie                         |       | MRP puis CD | Centre démocratique                   | Pierre Gouin     |
| 4e    | Isidore Renouard                           |       | RI          | Républicains indépendants             | Pierre Reboux    |
| 5e    | Jean Le Lann                               |       | MRP puis CD | Centre démocratique                   | Albert Bourgeois |
| 6e    | Yvon Bourges                               |       | UNR         | Union pour la nouvelle République-UDT | Jean Hamelin     |
| 6e    | Jean Hamelin (24 mars 1965 - 2 avril 1967) |       | UNR         | Union pour la nouvelle République-UDT | —                |

### Irelégislature (1958-1962)

Couleur politique des députés élus en 1958.

| Circ. | Nom                  | Parti | Parti | Groupe                                         | Suppléant          |
| ----- | -------------------- | ----- | ----- | ---------------------------------------------- | ------------------ |
| 1re   | Henri Fréville       |       | MRP   | Républicains populaires et centre démocratique | Guy Houist         |
| 2e    | Henri Jouault        |       | CNIP  | Indépendants et paysans d'action sociale       | Louis Carré        |
| 3e    | Alexis Méhaignerie   |       | MRP   | Républicains populaires et centre démocratique | François Gouesnard |
| 4e    | Isidore Renouard     |       | ED    | Entente démocratique                           | Pierre Reboux      |
| 5e    | Pierre de Bénouville |       | UNR   | Union pour la nouvelle République              | Gaston du Plessis  |
| 6e    | Georges Coudray      |       | MRP   | Républicains populaires et centre démocratique | Lucien Geay        |

## IVeRépublique
Sous la IVe République, les élections législatives se déroulent sous forme de scrutin proportionnel plurinominal par département. En Ille-et-Vilaine, sept députés sont élus ; il n’y a pas de suppléant.

### IIIelégislature (1956-1958)
Les sept députés élus sont, par ordre alphabétique :
| Nom                             | Parti | Parti     | Groupe                                   |
| ------------------------------- | ----- | --------- | ---------------------------------------- |
| Emmanuel d'Astier de La Vigerie |       | UP        | Républicains progressistes               |
| Henri Dorgères                  |       | Réf. État | Non-inscrit                              |
| Guy La Chambre                  |       | CNI       | Indépendants et paysans d'action sociale |
| Alexis Le Strat                 |       | SFIO      | Socialiste                               |
| Alexis Méhaignerie              |       | MRP       | Mouvement républicain populaire          |
| Robert Nerzic                   |       | UDCA      | Union et fraternité française            |
| Pierre-Henri Teitgen            |       | MRP       | Mouvement républicain populaire          |

### IIelégislature (1951-1955)
Les sept députés élus sont, par ordre alphabétique :
| Nom                                                                                                  | Parti | Parti | Groupe                           |
| --- | ----- | ----- | -------------------------------- |
| Emmanuel d'Astier de La Vigerie                                                                      |       | UP    | Républicains progressistes       |
| Albert Aubry (5 juillet 1951 - 11 août 1951 †) Georges Coudray (4 novembre 1951 - 1er décembre 1955) |       | SFIO  | Socialiste                       |
| Albert Aubry (5 juillet 1951 - 11 août 1951 †) Georges Coudray (4 novembre 1951 - 1er décembre 1955) |       | MRP   | Mouvement républicain populaire  |
| Pierre de Bénouville                                                                                 |       | RPF   | Rassemblement du peuple français |
| Guy La Chambre                                                                                       |       | CNI   | Républicains indépendants        |
| Alexis Méhaignerie                                                                                   |       | MRP   | Mouvement républicain populaire  |
| Francis Samson                                                                                       |       | RPF   | Rassemblement du peuple français |
| Pierre-Henri Teitgen                                                                                 |       | MRP   | Mouvement républicain populaire  |

### Irelégislature (1946-1951)
Les sept députés élus sont, par ordre alphabétique :
| Nom                             | Parti | Parti | Groupe                           |
| ------------------------------- | ----- | ----- | -------------------------------- |
| Emmanuel d'Astier de La Vigerie |       | UP    | Union républicaine et résistante |
| Albert Aubry                    |       | SFIO  | Socialiste                       |
| Xavier Bouvier                  |       | PRL   | Parti républicain de la liberté  |
| Georges Coudray                 |       | MRP   | Mouvement républicain populaire  |
| Alexis Méhaignerie              |       | MRP   | Mouvement républicain populaire  |
| Renée Prévert                   |       | MRP   | Mouvement républicain populaire  |
| Pierre-Henri Teitgen            |       | MRP   | Mouvement républicain populaire  |

## Gouvernement provisoire de la République française
Les deux élections législatives organisées pendant le gouvernement provisoire de la République française se déroulent sous forme de scrutin proportionnel plurinominal par département. En Ille-et-Vilaine, sept députés sont élus ; il n'y a pas de suppléant.

### IIeAssembléenationale constituante (1946)
Les sept députés élus sont, par ordre alphabétique :
| Nom                             | Parti | Parti | Groupe                           |
| ------------------------------- | ----- | ----- | -------------------------------- |
| Emmanuel d'Astier de La Vigerie |       | UP    | Union républicaine et résistante |
| Albert Aubry                    |       | SFIO  | Socialiste                       |
| Pierre Busnel                   |       | MRP   | Mouvement républicain populaire  |
| Georges Coudray                 |       | MRP   | Mouvement républicain populaire  |
| Alexis Méhaignerie              |       | MRP   | Mouvement républicain populaire  |
| Renée Prévert                   |       | MRP   | Mouvement républicain populaire  |
| Pierre-Henri Teitgen            |       | MRP   | Mouvement républicain populaire  |

### IreAssembléenationale constituante (1945-1946)
Les sept députés élus sont, par ordre alphabétique :
| Nom                             | Parti | Parti | Groupe                          |
| ------------------------------- | ----- | ----- | ------------------------------- |
| Emmanuel d'Astier de La Vigerie |       | UP    | Républicains et résistants      |
| Albert Aubry                    |       | SFIO  | Socialiste                      |
| Georges Coudray                 |       | MRP   | Mouvement républicain populaire |
| Alexis Méhaignerie              |       | MRP   | Mouvement républicain populaire |
| Renée Prévert                   |       | MRP   | Mouvement républicain populaire |
| Marcel Rupied                   |       | PRL   | Parti républicain de la liberté |
| Pierre-Henri Teitgen            |       | MRP   | Mouvement républicain populaire |

## Comité français de la Libération nationale

### Assemblée consultative provisoire de Paris(1944-1945)
Le gouvernement provisoire est officiellement créé le 3 juin 1944 et reconnu par les alliés le 23 octobre 1944, ce qui met fin plus officiellement à l’État français, qui n'avait jamais été reconnu par les deux assemblées consultatives.
Emmanuel d'Astier de La Vigerie, député de 1945 à 1958, en est un de ses délégués.

## IIIeRépublique

### XVIelégislature (1936-1940)

Couleur politique des députés élus en 1936.

| Circonscription | Nom                | Groupe | Groupe    |
| --------------- | ------------------ | ------ | --------- |
| Fougères        | Étienne Le Poullen |        | FRF       |
| Montfort        | Alphonse Barbot    |        | NI        |
| Redon           | Georges Bret       |        | NI        |
| Rennes-1        | Étienne Pinault    |        | PDP       |
| Rennes-2        | François Joly      |        | RI        |
| Saint-Malo-1    | Charles Guernier   |        | NI        |
| Saint-Malo-2    | Guy La Chambre     |        | Rad.-soc. |
| Vitré           | Hervé de Lyrot     |        | IR        |

### XVelégislature (1932-1936)

Couleur politique des députés élus en 1932.

| Circonscription | Nom                                | Groupe | Groupe |
| --------------- | ---------------------------------- | ------ | ------ |
| Fougères        | Alexandre Lefas Étienne Le Poullen |        | FR     |
| Montfort        | Alphonse Barbot                    |        | NI     |
| Redon           | Georges Bret                       |        | CR     |
| Rennes-1        | Étienne Pinault                    |        | PDP    |
| Rennes-2        | Léon Thébault                      |        | IG     |
| Saint-Malo-1    | Charles Guernier                   |        | GR     |
| Saint-Malo-2    | Guy La Chambre                     |        | IG     |
| Vitré           | Hervé de Lyrot                     |        | CR     |

### XIVelégislature (1928-1932)
Les élections législatives furent au scrutin d'arrondissement majoritaire à deux tours de 1928 à 1936.
| Circonscription | Nom                   | Groupe | Groupe |
| --------------- | --------------------- | ------ | ------ |
| Fougères        | Alexandre Lefas       |        | URD    |
| Montfort        | Alphonse Barbot       |        | IND    |
| Redon           | Georges Bret          |        | URD    |
| Rennes-1        | Étienne Pinault       |        | PDP    |
| Rennes-2        | François Guérault (†) |        | RG     |
| Rennes-2        | Léon Thébault         |        | IG     |
| Saint-Malo-1    | Charles Guernier      |        | GR     |
| Saint-Malo-2    | Guy La Chambre        |        | IG     |
| Vitré           | Robert Bellanger      |        | IR     |

Couleur politique des députés élus en 1928.

Source : Élections législatives 22-29 avril 1928 de Georges Lachapelle - https://gallica.bnf.fr/ark:/12148/bpt6k320439r.texteImage#

### XIIIelégislature (1924-1928)
Les élections législatives de 1924 furent organisées au scrutin proportionnel de liste. Elles marquèrent au niveau national national la victoire du "Cartel des gauches".
| Nom                               | Groupe | Groupe                 | Autres mandats                               |
| --------------------------------- | ------ | ---------------------- | -------------------------------------------- |
| Alexandre Lefas                   |        | URD                    | Conseiller général de Saint-Aubin-du-Cormier |
| Ferdinand Baston de La Riboisière |        | URD                    | Maire de Louvigné-du-Désert                  |
| Gustave Poussineau                |        | URD                    | Ancien officier de cavalerie, Dinard         |
| Armand Le Douarec                 |        | Groupe Démocrate - PDP | Avoué à Rennes                               |
| Georges Bret                      |        | URD                    | Conseiller général du Sel-de-Bretagne        |
| Olivier-François Ameline          |        | URD                    | Négociant en grains, Saint-Malo              |
| René Marcillé                     |        | URD                    | Avocat, Rennes                               |
| Édouard Thuau                     |        | URD                    | Industriel                                   |

### XIIelégislature (1919-1924)
Les élections législatives de 1919 furent organisées au scrutin proportionnel de liste. Elles marquèrent au niveau national la victoire du "Bloc national" de centre-droit.
| Nom                               | Groupe | Groupe | Autres mandats                     |
| --------------------------------- | ------ | ------ | ---------------------------------- |
| Louis Deschamps                   |        | GRD    | Sous-secrétaire d'État à la Guerre |
| René Joseph Brice                 |        | ERD    | Président du Conseil général       |
| Charles Guernier                  |        | GRD    |                                    |
| Ferdinand Baston de La Riboisière |        | ERD    |                                    |
| Fernand Marçais                   |        | ERD    |                                    |
| Charles Ruellan                   |        | IND    |                                    |
| Gustave Poussineau                |        | ERD    |                                    |
| Albert Aubry                      |        | SFIO   |                                    |

Liste républicaine : Louis Deschamps, René Joseph Brice, Charles Guernier, Fernand Marçais.
Liste d'union nationale : Ferdinand Baston de La Riboisière, Gustave Poussineau, Charles Ruellan.
Liste de la fédération socialiste : Albert Aubry.
Source : Barodet, sur le site de l'Assemblée Nationale - https://bibnum.sciencespo.fr/s/catalogue/ark:/46513/sc16m2kz#?c=&m=&s=&cv=.

### XIelégislature (1914-1919)
| Circonscription | Nom                               | Groupe | Groupe |
| --------------- | --------------------------------- | ------ | ------ |
| Fougères        | Alexandre Lefas                   |        | FR     |
| Montfort        | André Porteu de la Morandière     |        | AL     |
| Redon           | Maurice de Poulpiquet du Halgouët |        | Droite |
| Rennes-1        | Louis Deschamps                   |        | GR     |
| Rennes-2        | René Joseph Brice                 |        | FR     |
| Saint-Malo-1    | Charles Guernier                  |        | GR     |
| Saint-Malo-2    | Robert Henri Surcouf              |        | GR     |
| Vitré           | Jacques Le Cardinal de Kernier    |        | Droite |

Couleur politique des députés élus en 1914.

Sources : Journal Le Temps du 28 avril et du 12 mai 1914 sur Gallica - ,.

### Xelégislature (1910-1914)
| Circonscription | Nom | Groupe | Groupe |
| --------------- | --- | ------ | ------ |
| Fougères        | Alexandre Lefas |        | FR     |
| Montfort        | André Porteu de la Morandière                                                                                          |        | AL     |
| Redon           | Maurice de Poulpiquet du Halgouët                                                                                      |        | Droite |
| Rennes-1        | Louis Deschamps élu le 31 août 1913 remplace René Le Hérissé, élu sénateur                                             |        | GR     |
| Rennes-2        | René Joseph Brice |        | FR     |
| Saint-Malo-1    | Charles Guernier |        | GR     |
| Saint-Malo-2    | Robert Henri Surcouf                                                                                                   |        | GR     |
| Vitré           | Jacques Le Cardinal de Kernier élu le 14 avril 1912, remplace Olivier Le Gonidec de Traissan décédé le 18 janvier 1912 |        | Droite |

Couleur politique des députés élus en 1910.

Sources : Journal Le Temps du 24 avril et du 8 mai 1910 sur Gallica - ,.

### IXelégislature (1906-1910)
| Circonscription | Nom                               | Groupe | Groupe           |
| --------------- | --------------------------------- | ------ | ---------------- |
| Fougères        | Alexandre Lefas                   |        | Progressiste     |
| Montfort        | Étienne Pinault                   |        | AL               |
| Redon           | Maurice de Poulpiquet du Halgouët |        | AL               |
| Rennes-1        | René Le Hérissé                   |        | GD               |
| Rennes-2        | René Joseph Brice                 |        | Progressiste     |
| Saint-Malo-1    | Charles Guernier                  |        | GD               |
| Saint-Malo-2    | Robert Henri Surcouf              |        | GD               |
| Vitré           | Olivier Le Gonidec de Traissan    |        | NI (Monarchiste) |

Couleur politique des députés élus en 1906.

Sources : Journal Le Temps du 6 et du 22 mai 1906 sur Gallica - ,.

### VIIIelégislature (1902-1906)
| Circonscription | Nom                               | Groupe | Groupe            |
| --------------- | --------------------------------- | ------ | ----------------- |
| Fougères        | Alexandre Lefas                   |        | AL                |
| Montfort        | Alexandre Jehanin                 |        | UD                |
| Redon           | Maurice de Poulpiquet du Halgouët |        | Défense nationale |
| Rennes-1        | René Le Hérissé                   |        | NI Nationaliste   |
| Rennes-2        | René Joseph Brice                 |        | Défense nationale |
| Saint-Malo-1    | Charles Auguste La Chambre        |        | AL                |
| Saint-Malo-2    | Robert Henri Surcouf              |        | Républicain       |
| Vitré           | Olivier Le Gonidec de Traissan    |        | Défense nationale |

Source : journal Le Temps du 29 avril et du 13 mai 1902 sur Gallica,.

### VIIelégislature (1898-1902)
| Circonscription | Nom                               | Groupe | Groupe                    |
| --------------- | --------------------------------- | ------ | ------------------------- |
| Fougères        | Alfred Bazillon                   |        | RP                        |
| Montfort        | Armand Porteu de la Morandière    |        | Monarchiste               |
| Redon           | Maurice de Poulpiquet du Halgouët |        | Monarchiste               |
| Rennes-1        | René Le Hérissé                   |        | Républicain Révisionniste |
| Rennes-2        | René Joseph Brice                 |        | RP                        |
| Saint-Malo-1    | François Brune                    |        | Républicain               |
| Saint-Malo-2    | Robert Henri Surcouf              |        | Républicain               |
| Vitré           | Olivier Le Gonidec de Traissan    |        | Monarchiste               |

Source : journal Le Temps du 10 mai et du 24 mai 1898 sur Gallica,.

### VIelégislature (1893-1898)
| Circonscription | Nom                                | Groupe | Groupe        |
| --------------- | ---------------------------------- | ------ | ------------- |
| Fougères        | Édouard Pontallié                  |        | Républicain   |
| Montfort        | Armand Porteu de la Morandière     |        | Conservateur  |
| Redon           | Émile Récipon († 1895)             |        | Républicain   |
| Redon           | Maurice de Poulpiquet du Halgouët  |        | Conservateur  |
| Rennes-1        | René Le Hérissé                    |        | Révisionniste |
| Rennes-2        | René Brice                         |        | Républicain   |
| Saint-Malo-1    | François Brune                     |        | Républicain   |
| Saint-Malo-2    | Léonce Demalvillain démission 1893 |        | Républicain   |
| Saint-Malo-2    | Alphonse Hervoches                 |        | Républicain   |
| Vitré           | Olivier Le Gonidec de Traissan     |        | Conservateur  |

Source : journal Le Temps du 22 août et du 5 septembre 1893 sur Gallica,.

### Velégislature (1889-1893)
| Circonscription | Nom                            | Groupe | Groupe       |
| --------------- | ------------------------------ | ------ | ------------ |
| Rennes-1        | René Le Hérissé                |        | Boulangiste  |
| Fougères        | Marie-Joseph Delafosse         |        | Monarchiste  |
| Montfort        | Armand Porteu de la Morandière |        | Conservateur |
| Redon           | François Barbotin              |        | Conservateur |
| Rennes-2        | Paul Carron de La Carrière     |        | Conservateur |
| Saint-Malo-1    | Charles Émile La Chambre       |        | Conservateur |
| Saint-Malo-2    | Charles de Lorgeril            |        | Légitimiste  |
| Vitré           | Olivier Le Gonidec de Traissan |        | Légitimiste  |

Source : journal Le Temps du 24 septembre et du 8 octobre 1889 sur Gallica,.

### IVelégislature (1885-1889)
| Nom | Groupe          | Groupe              |
| --- | --------------- | ------------------- |
| Pierre Waldeck-Rousseau                                                                                                   |                 | Union républicaine  |
| Félix Martin-Feuillée |                 | Union républicaine  |
| Ferdinand Baston de La Riboisière (4 octobre 1885 - 12 novembre 1885) René Le Hérissé (14 février 1886 - 14 octobre 1889) |                 | Centre gauche       |
| Ferdinand Baston de La Riboisière (4 octobre 1885 - 12 novembre 1885) René Le Hérissé (14 février 1886 - 14 octobre 1889) | Gauche radicale |                     |
| Eugène Pinault |                 | Union républicaine  |
| René Brice |                 | Opportuniste        |
| Auguste Hovius |                 | Union républicaine  |
| Eugène Durand |                 | Gauche républicaine |
| Émile Récipon |                 | Union républicaine  |
| Jean-Baptiste Lelièvre (18 octobre 1885 - 27 février 1886 †) Paul Carron de La Carrière (23 mai 1886 - 14 octobre 1889)   |                 | Gauche radicale     |
| Jean-Baptiste Lelièvre (18 octobre 1885 - 27 février 1886 †) Paul Carron de La Carrière (23 mai 1886 - 14 octobre 1889)   | Réactionnaire   |                     |

### IIIelégislature (1881-1885)
| Nom | Groupe        | Groupe              |
| --- | ------------- | ------------------- |
| Pierre Waldeck-Rousseau |               | Union républicaine  |
| Félix Martin-Feuillée |               | Union républicaine  |
| Pierre-Marie Frain de La Villegontier (21 août 1881 - 29 janvier 1882) Augustin Riban (29 janvier 1882 - 18 mars 1882) Ferdinand Baston de La Riboisière (30 avril 1882 - 14 octobre 1885) |               |                     |
| | Centre gauche |                     |
| | Républicain   |                     |
| Eugène Pinault |               | Union républicaine  |
| René Joseph Brice |               | Opportuniste        |
| Auguste Hovius |               | Union républicaine  |
| Eugène Durand |               | Gauche républicaine |
| Olivier Le Gonidec de Traissan |               | Légitimiste         |

### IIelégislature (1877-1881)
| Nom | Groupe             | Groupe              |
| --- | ------------------ | ------------------- |
| Théophile Roger-Marvaise (14 octobre 1877 - 23 janvier 1879) Pierre Waldeck-Rousseau (6 avril 1879 - 14 octobre 1881) |                    | Gauche républicaine |
| Théophile Roger-Marvaise (14 octobre 1877 - 23 janvier 1879) Pierre Waldeck-Rousseau (6 avril 1879 - 14 octobre 1881) | Union républicaine |                     |
| Félix Martin-Feuillée                                                                                                 |                    | Union républicaine  |
| Pierre-Marie Frain de La Villegontier (14 octobre 1877 - 3 mars 1878) Augustin Riban (17 mars 1878 - 14 octobre 1881) |                    |                     |
| | Centre gauche      |                     |
| Eugène Pinault |                    | Union républicaine  |
| René Joseph Brice |                    | Centre gauche       |
| Charles Émile La Chambre (14 octobre 1877 - 28 février 1878) Auguste Hovius (7 avril 1878 - 14 octobre 1881)          |                    |                     |
| | Union républicaine |                     |
| Eugène Durand |                    | Gauche républicaine |
| Olivier Le Gonidec de Traissan                                                                                        |                    | Légitimiste         |

### Irelégislature (1876-1877)
| Nom | Groupe              | Groupe              |
| --- | ------------------- | ------------------- |
| Théophile Roger-Marvaise                                                                                   |                     | Gauche républicaine |
| Félix Martin-Feuillée                                                                                      |                     | Union républicaine  |
| Pierre Albert de Dalmas                                                                                    |                     | Appel au peuple     |
| Eugène Pinault                                                                                             |                     | Centre gauche       |
| René Joseph Brice                                                                                          |                     | Centre gauche       |
| Charles Émile La Chambre                                                                                   |                     |                     |
| François-Marie Le Pomellec (20 février 1876 - 13 février 1877 †) Eugène Durand (6 mai 1877 - 25 juin 1877) |                     | Centre gauche       |
| François-Marie Le Pomellec (20 février 1876 - 13 février 1877 †) Eugène Durand (6 mai 1877 - 25 juin 1877) | Gauche républicaine |                     |
| Olivier Le Gonidec de Traissan                                                                             |                     | Légitimiste         |

## Assemblée nationale (1871-1876)
| Nom                      | Étiquette/Parti                 | Informations                                          |
| ------------------------ | ------------------------------- | ----------------------------------------------------- |
| Théophile Bidard         | Centre droit                    |                                                       |
| Arthur de La Borderie    | Union des Droites / Orléaniste  | Historien, ancien conseiller général de Vitré-Est     |
| René Brice               | Centre gauche                   |                                                       |
| Émile Carron             | Union des Droites               |                                                       |
| Armand Huchet de Cintré  | Extrême droite / Légitimiste    |                                                       |
| Louis Grivart            | Centre droit                    |                                                       |
| Pierre Jouin             | Gauche républicaine             |                                                       |
| Henri de Kergariou       | Union des Droites / Légitimiste |                                                       |
| Hippolyte de Lorgeril    | Extrême droite / Légitimiste    | Élu sénateur inamovible le 15 novembre 1875           |
| Charles Loysel           | Centre gauche                   |                                                       |
| Théophile Roger-Marvaise | Gauche républicaine             |                                                       |
| Félix du Temple          | Extrême droite / Légitimiste    |                                                       |
| Ernest Courtot de Cissey | Centre droit / Orléaniste       | Général, ministre de la guerre, élu le 2 juillet 1871 |

## Corps législatif (Second Empire)

### IVelégislature du Second Empire
| Circonscription     | Nom                                         | Étiquette/Parti     | Informations                                              |
| ------------------- | ------------------------------------------- | ------------------- | --------------------------------------------------------- |
| 1re circonscription | Alexandre de Rosnyvinen de Piré (1809-1885) | Centre gauche       |                                                           |
| 2e circonscription  | Charles Rouxin (1814-1891)                  | Majorité dynastique | Election annulée le 7 juin 1859, réélu le 20 février 1870 |
| Vitré-Fougères      | Pierre de Dalmas (1821-1891)                | Centre droit        |                                                           |
| 4e circonscription  | Armand Gaultier de La Guistière             | Centre droit        |                                                           |

### IIIelégislature du Second Empire
| Circonscription     | Nom                                         | Étiquette/Parti     | Informations |
| ------------------- | ------------------------------------------- | ------------------- | ------------ |
| 1re circonscription | Alexandre de Rosnyvinen de Piré (1809-1885) | Majorité dynastique |              |
| 2e circonscription  | Eugène de Caffarelli (1806-1878)            | Majorité dynastique |              |
| Vitré-Fougères      | Pierre de Dalmas (1821-1891)                | Indépendant         |              |
| 4e circonscription  | Armand Gaultier de La Guistière             | Majorité dynastique |              |
|                     |                                             |                     |              |

### IIelégislature du Second Empire
| Circonscription     | Nom                                         | Étiquette/Parti     | Informations                                          |
| ------------------- | ------------------------------------------- | ------------------- | ----------------------------------------------------- |
| 1re circonscription | Alexandre de Rosnyvinen de Piré (1809-1885) | Majorité dynastique |                                                       |
| 2e circonscription  | Eugène de Caffarelli (1806-1878)            | Majorité dynastique |                                                       |
| Vitré-Fougères      | François Le Harivel (1812-1859)             | Majorité dynastique | Décédé en fonctions le 15 novembre 1859               |
| Vitré-Fougères      | Pierre de Dalmas (1821-1891)                | Majorité dynastique | Élu le 18 décembre 1859 en remplacement de Le Harivel |
| 4e circonscription  | Édouard Duclos (1811-1875)                  | Majorité dynastique |                                                       |

### Irelégislature du Second Empire
| Circonscription     | Nom                                         | Mandat    | Étiquette/Parti          | Informations                                                   |
| ------------------- | ------------------------------------------- | --------- | ------------------------ | -------------------------------------------------------------- |
| 1re circonscription | Emmanuel Pontgérard (1794-1876)             | 1852-1853 | Majorité dynastique      | Nommé receveur général le 4 septembre 1853                     |
| 1re circonscription | Armand Gaultier de La Guistière (1791-1856) | 1853-1856 | Majorité dynastique      | Décédé en fonctions le 23 février 1856                         |
| 1re circonscription | Alexandre de Rosnyvinen de Piré (1809-1885) | 1856-1857 | Majorité dynastique      | Élu le 13 avril 1856 en remplacement de La Guistière           |
| 2e circonscription  | Eugène de Caffarelli (1806-1878)            | 1852-1857 | Majorité dynastique      |                                                                |
| Vitré-Fougères      | Vincent Audren de Kerdrel (1815-1899)       | 1852      | Opposition / Légitimiste | Ancien représentant du peuple, démissionne le 22 novembre 1852 |
| Vitré-Fougères      | François Le Harivel (1812-1859)             | 1853-1857 | Majorité dynastique      | Élu le 30 janvier 1853 en remplacement de Kerdrel              |
| 4e circonscription  | Édouard Duclos (1811-1875)                  | 1852-1857 | Majorité dynastique      |                                                                |

## Assemblée législative (1849-1851)
- Armand Fresneau
- Henri de Séré
- Armand de Melun
- Alexandre Julien Delafosse
- Joseph Augustin Postel
- Emmanuel Jean Pontgérard
- Victor Caillel du Tertre
- Charles d'Andigné de La Chasse
- Honoré-Charles Baston de La Riboisière
- Louis de Querhoent
- Vincent Audren de Kerdrel
- Hippolyte de Kermarec

## Assemblée constituante (1848-1849)
- Armand Fresneau
- Pierre Jouin
- Vincent Audren de Kerdrel
- Jean Paul Rabuan
- Édouard Garnier-Kerruault
- Hippolyte Legraverand
- Amédée Bertin de la Hautière
- Louis de Trédern
- Théophile Bidard
- Pierre-Célestin Roux-Lavergne
- Jean-Louis Marion
- Hyacinthe-Charles Méaulle
- Charles d'Andigné de La Chasse
- Joseph Legeard de La Diriays

## Chambre des députés (Monarchie de Juillet)

### IreLégislature (1830-1831)
- Thomas Jollivet
- Honoré-Charles Baston de La Riboisière
- Joseph de Kermarec
- Joseph Constant Amédée Conrad Berthois
- Louis Blaize de Maisonneuve
- Jean-Marie Dubois-Aymé
- Pierre François Étienne Bouvet de Maisonneuve

### IIeLégislature (1831-1834)
- Thomas Jollivet
- Jacques Defermon des Chapelières
- Fidèle-Marie Gaillard de Kerbertin
- Antoine Mangin d'Oins
- Louis Blaize de Maisonneuve démissionne en 1833, remplacé par Louis Hovius
- Honoré-Charles Baston de La Riboisière
- Joseph Constant Amédée Conrad Berthois décédé en 1832, remplacé par Auguste de Berthois

### IIIeLégislature (1834-1837)
- Thomas Jollivet
- Honoré-Charles Baston de La Riboisière nommé pair en 1835, remplacé par Charles Tréhu de Monthierry
- Jacques Defermon des Chapelières
- Fidèle-Marie Gaillard de Kerbertin
- Antoine Mangin d'Oins
- Auguste de Berthois
- Charles Bernardin Beslay

### IVeLégislature (1837-1839)
- Thomas Jollivet
- Charles Tréhu de Monthierry
- Jacques Defermon des Chapelières
- Auguste de Berthois nommé maréchal de Camp en 1838, remplacé par Joseph Thomas de la Plesse
- Fidèle-Marie Gaillard de Kerbertin
- Antoine Mangin d'Oins
- Charles Bernardin Beslay

### VeLégislature (1839-1842)
- Antoine Mangin d'Oins démissionne en 1840, remplacé par Thomas Jollivet
- Charles Tréhu de Monthierry
- Jacques Defermon des Chapelières
- Joseph Thomas de la Plesse
- Charles d'Andigné de La Chasse
- Fidèle-Marie Gaillard de Kerbertin
- Auguste de Berthois

### VIeLégislature (1842-1846)
- Hippolyte Legraverand
- Thomas Jollivet
- Charles Tréhu de Monthierry
- Jacques Defermon des Chapelières
- Joseph Thomas de la Plesse
- Charles d'Andigné de La Chasse
- Auguste de Berthois

### VIIeLégislature (17/08/1846-24/02/1848)
- Hippolyte Legraverand
- Thomas Jollivet
- Charles Tréhu de Monthierry
- Jacques Defermon des Chapelières
- Joseph Thomas de la Plesse
- Charles d'Andigné de La Chasse
- Auguste de Berthois

## Chambre des députés des départements (2eRestauration)

### Irelégislature (1815–1816)
- Alexandre-Joseph de Boisgelin
- Jean-Baptiste Garnier du Fougeray
- Louis-Joseph du Plessis-Mauron de Grenédan
- Jacques-Joseph Corbière
- Gabriel Laforêt d'Armaillé
- Pierre Louis Dupont des Loges
- Louis Joseph Le Beschu de Champsavin
- André Vauquelin de La Rivière

### IIelégislature (1816-1823)
- Guy Aubert de Trégomain
- Alexandre-Joseph de Boisgelin
- Jean-Baptiste Garnier du Fougeray
- Louis-Joseph du Plessis-Mauron de Grenédan
- Jacques-Joseph Corbière
- Guillaume Marie Jean René Legraverend
- Félix de La Haye-Jousselin
- Joseph Marie François Moreau
- Auguste-Joseph Baude de la Vieuville
- Louis Joseph Le Beschu de Champsavin
- Julien Tréhu de Monthierry
- André Vauquelin de La Rivière

### IIIelégislature (1824-1827)
- Jean-Baptiste Garnier du Fougeray
- Louis-Joseph du Plessis-Mauron de Grenédan
- Jacques-Joseph Corbière
- François-Fortuné du Plessis-Mauron de Grenédan
- Auguste-Joseph Baude de la Vieuville
- Louis Joseph Le Beschu de Champsavin
- Guy Aubert de Trégomain

### IVelégislature (1827-1830)
- Honoré-Charles Baston de La Riboisière
- René Marie de Montbourcher
- Louis de Lorgeril
- Guy Aubert de Trégomain
- Joseph Le Saige de La Villebrune
- Jean-Baptiste Garnier du Fougeray
- Louis-Joseph du Plessis-Mauron de Grenédan
- Charles Olivier Marie Sévère de La Bourdonnaye
- Jacques-Joseph Corbière
- Louis Anne Esprit Rallier

### Velégislature (23 juin 1830-28 juillet 1830)
- Honoré-Charles Baston de La Riboisière
- Auguste Louis Marie de Gibon
- Louis Blaize de Maisonneuve
- René Marie de Montbourcher
- Guy Aubert de Trégomain
- Louis-Joseph du Plessis-Mauron de Grenédan

## Chambre des représentants (Cent-Jours)
- Pierre Godefroy (homme politique, 1778-1841)
- Jean-Marie Emmanuel Legraverend
- Auguste Julien Bigarré
- Félix Bonnaire
- Augustin Jean-Claude Thomas
- Pierre Jean-Baptiste Beaugeard
- Joseph Anne Robert Malherbe
- Alexandre Bigot de Préameneu
- Jacques Defermon des Chapelières
- Julien-Jean-François Loysel
- Jean-Marie Garnier

## Chambre des députés des départements (1reRestauration)
- Jean-Joseph-Thomas Houitte de La Chesnais
- Louis Anne Esprit Rallier
- Yves Claude Jourdain
- Jean-Marie Garnier

## Corps législatif (1800-1814)
- Yves-Nicolas Borie
- Jean-Joseph-Thomas Houitte de La Chesnais
- Jean Bertin
- Louis Anne Esprit Rallier
- Yves Claude Jourdain
- Jean-Marie Garnier
- Jean Julien Bodinier
- Mathurin Desbois
- Mathurin Jean François Obelin-Kergal
- Charles François Robinet

## Conseil des Cinq-Cents (1795-1799)
- Joseph-Gilles Pontallié
- Jacques-Joseph Corbière
- Louis Joseph Hyacinthe Ponsard
- Joseph Blin
- Pierre Jean-Baptiste Beaugeard
- François Varin de La Guerche
- Joseph Anne Robert Malherbe
- Roland Gaspard Lemérer
- François Xavier Lanthenas
- Jacques Defermon des Chapelières
- Louis Anne Esprit Rallier
- Jean Julien Bodinier
- Charles-Marie Desnos de La Grée
- Gilles Lodin-Lalaire
- Louis-Bernard Guyton de Morveau
- Mathurin Jean François Obelin-Kergal
- Charles Bouaissier

## Convention nationale (1792-1795)
10 députés et 5 suppléants

### Députés
1. Lanjuinais (Jean-Denis), ancien professeur de droit, ancien Constituant. Est mis en accusation avec les Girondins et remplacé le 27 juillet 1793 par Tréhouart qui est admis le 4 août suivant. Rentre à la Convention le 18 ventôse an III (8 mars 1795).
2. Defermon (Jaques), président du tribunal criminnel de Rennes, ancien Constituant. Est condamné à mort, s'évade et rentre à la Convention le 18 ventôse an III (8 mars 1795).
3. Duval (Charles François Marie), assesseur de la maréchaussée de Rennes, homme de loi, juge au tribunal de Vitré, ancien député à la Législative.
4. Sevestre (Joseph), greffier du tribunal de Rennes.
5. Jean-François Chaumont, administrateur du district de Saint-Malo.
6. Lebreton (Roch Pierre François), procureur syndic du district de Fougères, ancien député à la Législative. Est exclu après le 31 mai 1793 ; est rappelé le 18 frimaire an III (8 décembre 1794).
7. François-Marie Jan du Bignon maire de Redon.
8. Tardiveau (François-Alexandre), ancien député à la Législative, homme de loi à Rennes. Démissionnaire le 15 septembre 1792, avant la réunion de la Convention, est remplacé par Maurel.
9. Obelin (Mathurin-Jean-François), juge du district de Saint-Malo, haut juré. Est exclu après le 31 mai 1793 ; est rappelé le 18 frimaire an III (8 décembre 1794).
10. Pierre Jean-Baptiste Beaugeard (Pierre-Jean-Baptiste), procureur syndic du district de Vitré.

### Suppléants
1. Jean-François Maurel, chirurgien à Bain. Remplace Tardiveau, démissionnaire.
2. Gilbert (Nicolas-Pierre), médecin militaire de Pol-Léon, officier municipal de Rennes. Est appelé à remplacer Lanjuinais le 27 juillet 1793, n'accepte pas et donne sa démission.
3. Courné, professeur, libraire à Rennes. Est appelé le 27 juillet 1793 en lieu et place de Gilbert, non acceptant ; il est dénoncé, traduit devant le tribunal révolutionnaire et ne siège pas.
4. Tréhouart (Bernard-Thomas), maire de Saint-Malo, colonel de la garde nationale, administrateur du département. Remplace Lanjuinais le 4 août 1793.
5. Talhouët, maire de Rennes. N'a pas siégé.

## Assemblée législative (1791-1792)
10 députés et 4 suppléants

### Députés
1. François-Alexandre Tardiveau, homme de loi à Rennes.
2. François-Julien Michel de La Morvonnais, homme de loi, procureur-syndic du district de Saint-Malo.
3. Louis-Jérôme Gohier, homme de loi à Rennes.
4. Roch Pierre François Lebreton, procureur-syndic du district de Fougères, homme de loi.
5. Charles Nicolas Croizé des Essarts, président du tribunal du district de Vitré.
6. Charles François Marie Duval, juge au tribunal de La Guerche.
7. Gilles François Sébire, cultivateur à Carfantin, administrateur du district de Dol.
8. Sylvain Codet, homme de loi, membre du conseil général de la commune de Rennes et assesseur du juge de paix de la même ville.
9. Claude Le Coz, évêque métropolitain du Nord-Ouest, à Rennes.
10. Agathon Pinot du Petit-Bois, colonel du 16e régiment de dragons, ci-devant Orléans, à Rennes.

### Suppléants
1. Bodinier (Jean Julien), négociant à Saint-Malo, homme de loi.
2. Lemerer cadet, homme de loi à Rennes.
3. Jan (Jacques), vice-président du directoire du département.
4. Blanchet, doyen des électeurs, cultivateur à Guipry, district de Bain-de-Bretagne.

## Anciens députés (à trier par mandat)
- Auguste de Berthois ;
- Joseph Constant Amédée Conrad Berthois ;
- Auguste Julien Bigarré ;
- Joseph Blin ;
- Charles Olivier Marie Sévère de La Bourdonnaye ;
- Jean-Marie Emmanuel Legraverend ;
- Louis de Lorgeril ;
- Joseph Anne Robert Malherbe ;
- Jean Nicolas Méaulle ;
- Louis Joseph Le Beschu de Champsavin;

## Sources
- « Tous les députés du département d'Ille-et-Vilaine depuis 1789 », sur assemblee-nationale.fr, site de l'Assemblée nationale française.
- « Notices et portraits des députés de la Ve république », sur assemblee-nationale.fr, site de l'Assemblée nationale française.